# Tim Draxl
Tim Draxl es un actor y cantante australiano, conocido por haber interpretado a Mike French en la serie Supernova.

## Carrera
Tim tiene dos CD con Sony Australia: "Ordinary Miracles" e "Insongniac". Su último álbum lo tituló My Funny Valentine.
En el 2005 se unió al elenco de la serie Supernova donde interpretó al profesor Mike French hasta el 2006.
En el 2006 apareció como invitado en la serie Headland dando vida a Kieran Bale.
En el 2010 interpretó a Conrad Doyle en cuatro episodios de la serie dramática Tangle.
Draxl junto con Bryce Hallett crearon Freeway-The Chet Baker Journey.

## Filmografía

### Series de televisión
| Año             | Título                         | Personaje         | Notas                          |
| --------------- | ------------------------------ | ----------------- | ------------------------------ |
| 2015 - presente | A Place to Call Home           | Henry Fox         | 30 episodios                   |
| 2016            | Molly                          | Karl              | episodio # 1.2 - miniserie     |
| 2013            | Serangoon Road                 | Stuart Anderson   | episodio # 1.8                 |
| 2012            | Mrs Biggs                      | Craig             | 2 episodios                    |
| 2012            | Miss Fisher's Murder Mysteries | Simon Abrahams    | episodio "Raisins and Almonds" |
| 2011            | Crownies                       | Rob Santangelo    | episodio # 1.10                |
| 2010            | Tangle                         | Conrad Doyle      | 4 episodios                    |
| 2010            | Day One                        | -                 | episodio "Pilot"               |
| 2006            | Headland                       | Kieran Bale       | 9 episodios                    |
| 2005 - 2006     | Supernova                      | Prof. Mike French | 12 episodios                   |

### Películas
| Año  | Título                                   | Personaje      | Notas |
| ---- | ---------------------------------------- | -------------- | --- |
| 2011 | A Few Best Men                           | Luke           | junto a Laura Brent, Xavier Samuel, Olivia Newton-John, Rebel Wilson, Kris Marshall & Kevin Bishop              |
| 2010 | Undocumented                             | William        | junto a Scott Mechlowicz, Alona Tal, Yancey Arias, Greg Serano & Kevin Weisman                                  |
| 2010 | In My Sleep                              | Justin         | junto a Philip Winchester, Abigail Spencer & Lacey Chabert                                                      |
| 2010 | Ivory                                    | Andreas        | junto a Travis Fimmel, Peter Stormare, Martin Landau, Beau Garrett & Charlotte Salt                             |
| 2008 | Red Canyon                               | Devon          | junto a Christine Lakin, Katie Maguire, Norman Reedus & Justin Hartley                                          |
| 2006 | The Deal                                 | Dan            | corto - junto a Jane Allsop & Glenn Robbins                                                                     |
| 2005 | Dynasty: The Making of a Guilty Pleasure | Joe            | junto a Pamela Reed, Ritchie Singer, Holly Brisley, Rory Williamson & Rachael Taylor                            |
| 2004 | Right Here Right Now                     | Ed             | junto a Brooke Satchwell, Genevieve O'Reilly, Ewen Leslie, Matthew Newton, Toby Schmitz & Pia Miranda           |
| 2003 | The Shark Net                            | Robert Drewe   | junto a William McInnes, Angie Milliken, Leeanna Walsman & Dan Wyllie                                           |
| 2003 | Travelling Light                         | Gary Wilkins   | junto a Sacha Horler, Marshall Napier, Kestie Morassi & Anna Torv                                               |
| 2003 | Swimming Upstream                        | John Fingleton | junto a Geoffrey Rush, Judy Davis, Jesse Spencer, Deborah Kennedy, David Hoflin, Craig Horner & Brittany Byrnes |
| 2002 | Dirty Deeds                              | Joven Policía  | junto a Bryan Brown, Toni Collette, Sam Neill, Sam Worthington, William McInnes & Felix Williamson              |

### Otros Trabajos
| Año  | Título           | Notas     |
| ---- | ---------------- | --------- |
| 2004 | The Muf-Tee Show | Fotógrafo |

### Teatro
| Año         | Obra                            | Personaje | Director         | Teatro              | Notas                                                            |
| ----------- | ------------------------------- | --------- | ---------------- | ------------------- | ---------------------------------------------------------------- |
| 2012        | Freeway: The Chet Baker Journey | -         | -                | -                   | -                                                                |
| 2005        | Nailed                          | -         | David Berthold   | Stables Theatre     | junto a Annie Byron, Wayne Pygram & Ursula Yovich                |
| 2004        | A Midsummer Night's Dream       | -         | Benedict Andrews | Belvoir St. Theatre | junto a Jacek Koman, Socratis Otto, Nathan Page & Anthony Phelan |
| 2001        | Halfway up the Stairs           | -         | David Berthold   | -                   | -                                                                |
| 1999 - 2000 | The Sound of Music              | Rolf      | -                | -                   | junto a Lisa McCune & John Waters                                |
| 1999        | She Loves Me                    | -         | David Berthold   | State Theatre       | junto a Lisa McCune, John McTernan, Dennis Olsen & Gina Riley    |

## Premios y nominaciones
| Año  | Categoría                                | Premio             | Película/Obra      | Resultado |
| ---- | ---------------------------------------- | ------------------ | ------------------ | --------- |
| 2006 | Most Outstanding Performance by an Actor | ASTRA Award        | Supernova          | Nominado  |
| 2004 | Most Outstanding Actor in a Drama Series | Silver Logie Award | The Shark Net      | Nominado  |
| 2004 | Best Supporting Actor in a Musical       | MO Award           | The Sound of Music | Nominado  |
| 2000 | Best New Cabaret Talent                  | MAC Award          | -                  | Ganó      |